# Northrop B-2 Spirit
B-2 Spirit — американский малозаметный стратегический бомбардировщик, разработанный корпорацией Northrop Grumman.
B-2 — первый современный серийный тяжёлый самолёт со схемой «летающее крыло». Предназначен для прорыва плотной противовоздушной обороны (ПВО) и доставки обычного или ядерного оружия. Начало полётов с 1989 года, производство прекращено в 2000 году. В самолёте широко использованы технологии малозаметности: самолёт покрыт радиопоглощающими материалами, создан по аэродинамической схеме «летающее крыло», реактивные струи двигателей экранируются; точное значение ЭПР для B-2 не сообщается, по разным оценкам, это величина варьируется от 0,0001 до 0,0014 м².

## История создания

### Проект «ATB»

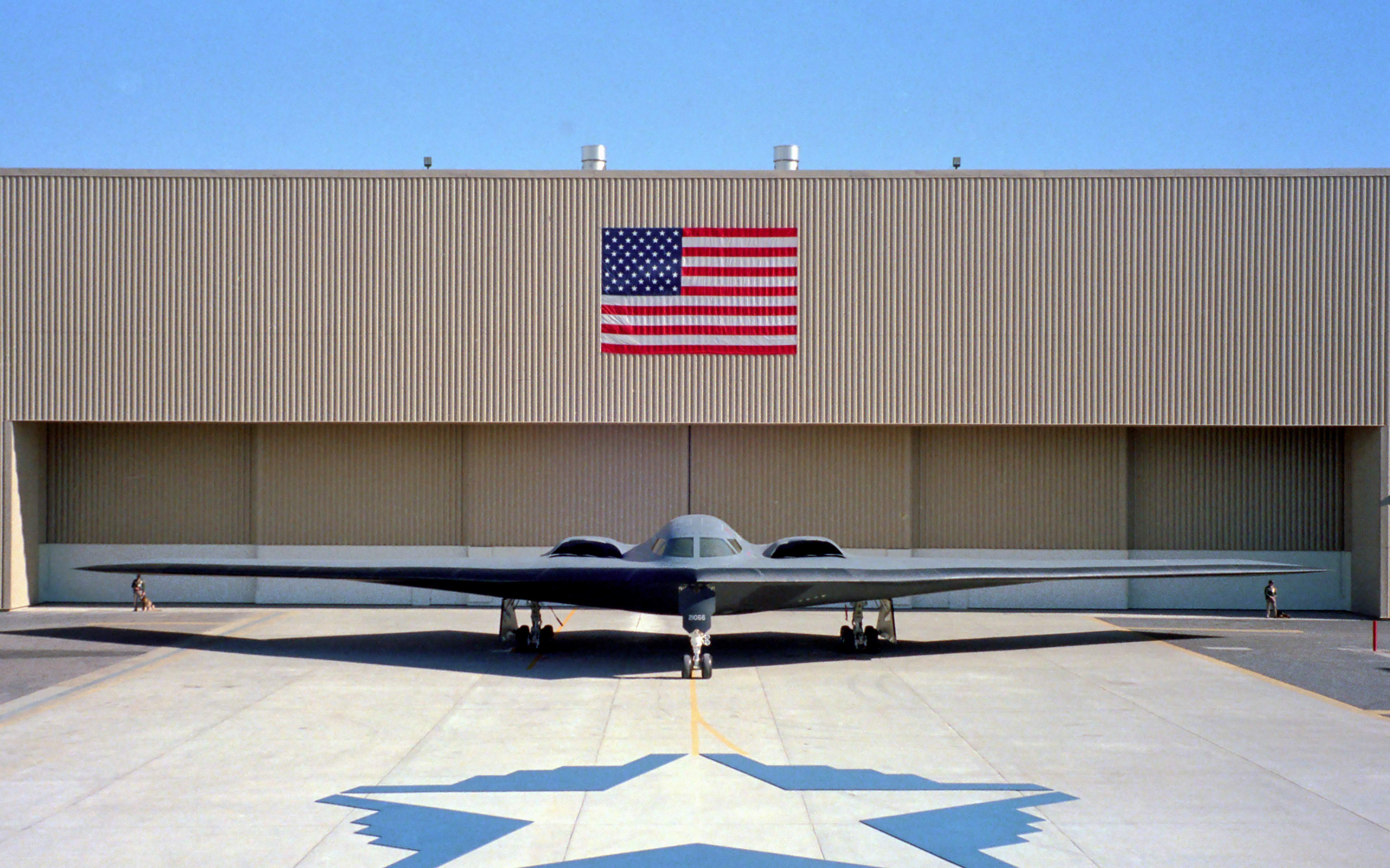

Создание бомбардировщика началось в 1979 году по программе «Advanced Technology Bomber» (ATB). Шла Холодная война, и в ходе предвыборной кампании в 1979–1980 годов кандидат на должность президента Рональд Рейган обещал восстановление вооружённых сил США.
22 августа 1980 года министерство обороны США открыто объявило о работах по созданию перспективных малозаметных самолётов, включая проект «ATB».
После оценки проектов, конкурс ATB был сокращён до двух команд — «Northrop/Boeing» и «Lockheed/Rockwell», каждая команда получила заказ на дальнейшие исследования. Проект «ATB» финансировался под кодовым названием «Aurora».
20 октября 1980 года команда «Northrop/Boeing» была определена победителем в конкурсе проектов.
Проект Нортроп получил обозначение B-2 Spirit. Проект самолёта был изменён в середине 1980-х годов, что задержало первый полёт на год и заставило потратить ещё 1 млрд долларов США на программу разработки. К 1986 году на разработку бомбардировщика было потрачено в общей сложности 23 млрд долларов США.
Впервые B-2 был показан общественности 22 ноября 1988 года на заводе ВВС ВС США № 42 в Палмдейле, Калифорния, где он и был собран.

### Закупки
| Закупки самолётов | Закупки самолётов    | Закупки самолётов   | Закупки самолётов   | Закупки самолётов   | Закупки самолётов   | Закупки самолётов |
| Год               | Количество самолётов | Бюджет (млрд долл.) | Бюджет (млрд долл.) | Бюджет (млрд долл.) | Бюджет (млрд долл.) | Источн.           |
| Год               | Количество самолётов | Самолёты            | НИОКР               | Запчасти            | Итого               | Источн.           |
| ----------------- | -------------------- | ------------------- | ------------------- | ------------------- | ------------------- | ----------------- |
| 1986              | 2                    | $2,3484 млрд        | $1,7157 млрд        | 0                   | $4,1440 млрд        | [ 5 ]             |
| 1987              | 1                    | $2,7982 млрд        | $1,5460 млрд        | 0                   | $4,3693 млрд        | [ 5 ]             |
| 1988              | 4                    | $2,6866 млрд        | $1,2614 млрд        | 0                   | $4,0282 млрд        | [ 5 ]             |

### Производство
Всего был построен 21 самолёт B-2 Spirit . Почти все они названы в честь американских штатов.
| Бортовой номер | Имя                      | Принят на вооружение | Примечания                                                                                                   |
| -------------- | ------------------------ | -------------------- | --- |
| 82-1066        | Spirit of America        | 14 июля 2000 года    | Изначально прототип, в 1996 г. модернизирован до боеспособной единицы. Совершил первый полёт 17 июля 1989 г. |
| 82-1067        | Spirit of Arizona        | 4 декабря 1997 года  | |
| 82-1068        | Spirit of New York       | 10 октября 1997 года | |
| 82-1069        | Spirit of Indiana        | 22 мая 1999 года     | |
| 82-1070        | Spirit of Ohio           | 18 июля 1997 года    | |
| 82-1071        | Spirit of Mississippi    | 23 мая 1997 года     | |
| 88-0328        | Spirit of Texas          | 21 августа 1994 года | |
| 88-0329        | Spirit of Missouri       | 31 марта 1994 года   | Первый B-2, принятый на вооружение.                                                                          |
| 88-0330        | Spirit of California     | 17 августа 1994 года | |
| 88-0331        | Spirit of South Carolina | 30 декабря 1994 года | |
| 88-0332        | Spirit of Washington     | 29 октября 1994 года | Серьёзно повреждён в пожаре. Восстановлен.                                                                   |
| 89-0127        | Spirit of Kansas         | 17 февраля 1995 года | Разбился 23 февраля 2008 года.                                                                               |
| 89-0128        | Spirit of Nebraska       | 28 июня 1995 года    | |
| 89-0129        | Spirit of Georgia        | 14 ноября 1995 года  | |
| 90-0040        | Spirit of Alaska         | 24 января 1996 года  | |
| 90-0041        | Spirit of Hawaii         | 10 января 1996 года  | |
| 92-0700        | Spirit of Florida        | 3 июля 1996 года     | |
| 93-1085        | Spirit of Oklahoma       | 15 мая 1996 года     | |
| 93-1086        | Spirit of Kitty Hawk     | 30 августа 1996 года | Назван в честь родины братьев Райт и представляет штат Северная Каролина.                                    |
| 93-1087        | Spirit of Pennsylvania   | 5 августа 1997 года  | |
| 93-1088        | Spirit of Louisiana      | 11 ноября 1997 года  | |
|                |                          |                      | |

### Модернизации

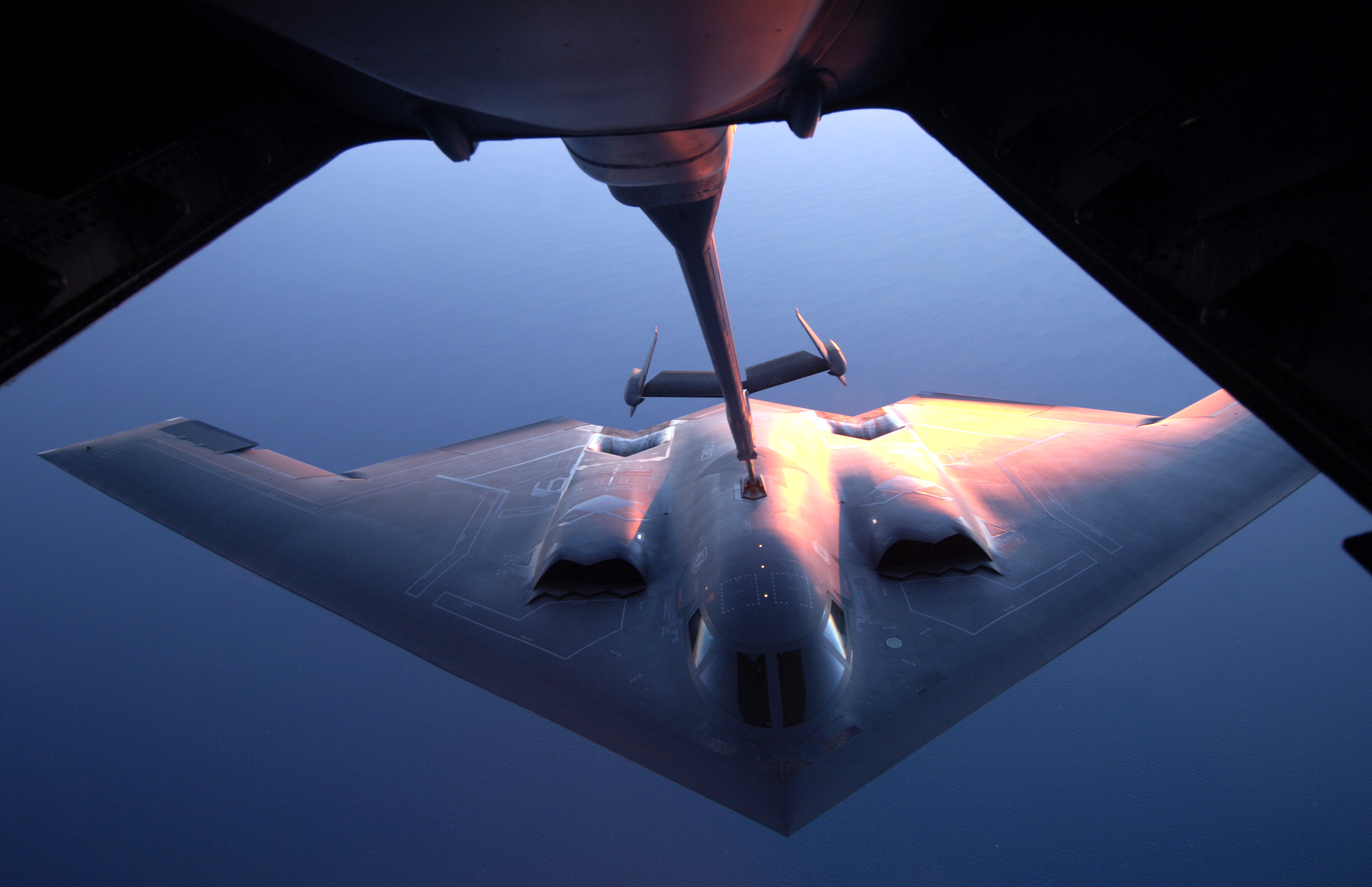
B-2 во время дозаправки в воздухе над Тихим океаном

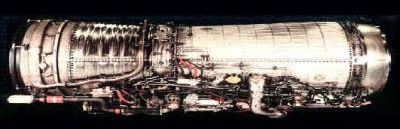
Двигатель General Electric F118-GE-100

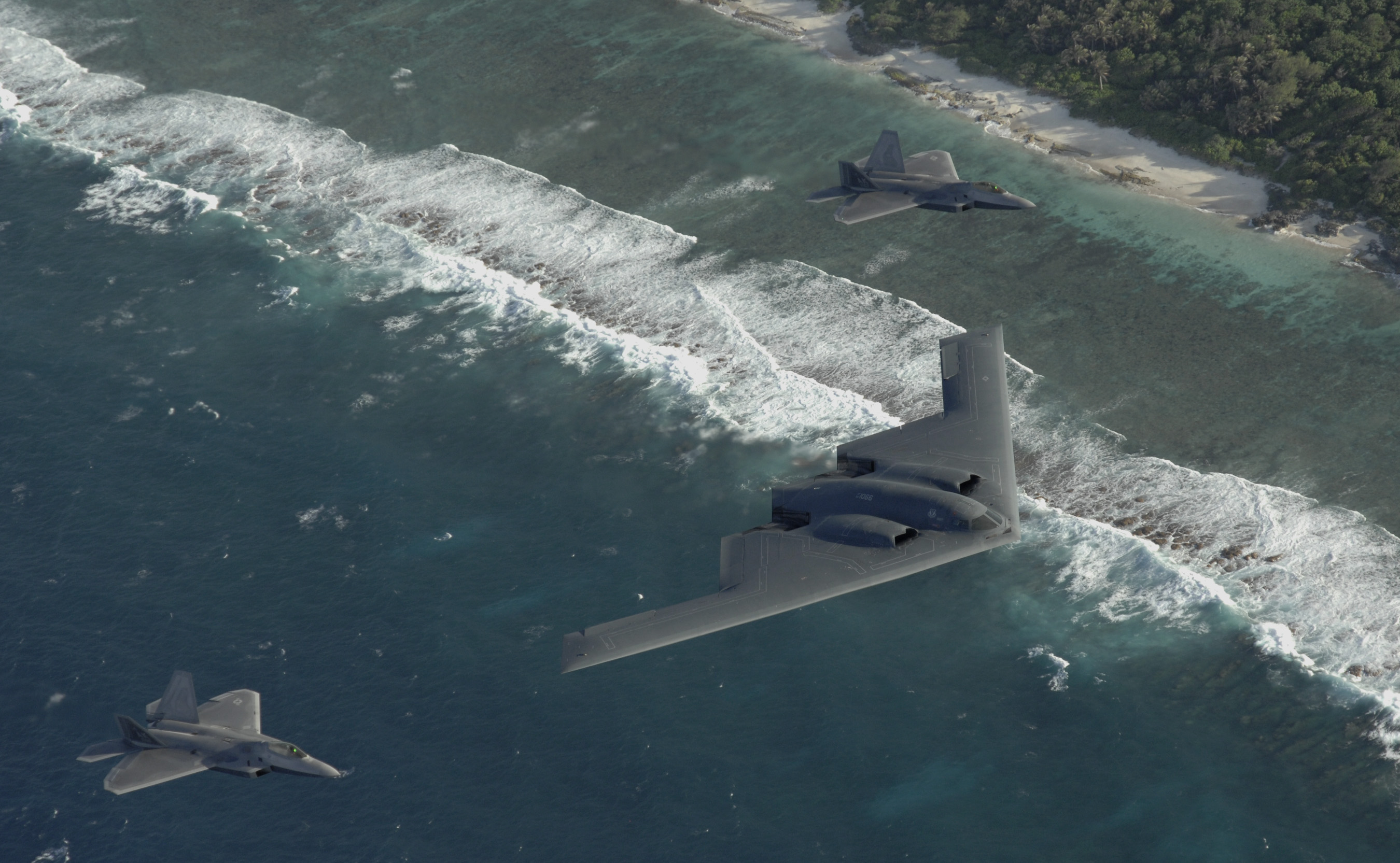
B-2 в сопровождении истребителей F-22 Raptor, 2010 год

- В 2008 году Конгрессом США была профинансирована программа модернизации систем управления вооружением для поражения движущихся наземных целей[11].
- 29 декабря 2008 года был подписан контракт на модернизацию радиолокационных систем B-2. В ходе модернизации радиолокационные системы были переведены на другой частотный диапазон. Контракт обошёлся США приблизительно в 468 000 000 долларов[12][13]. 22 июня 2009 года стало известно, что все B-2 прошли модернизацию до «второй ревизии», которая предусматривала улучшение возможностей БРЛС.
- 28 апреля 2009 года было объявлено, что модернизированный B-2 может нести до 13 500 килограммов полезной нагрузки в каждом отсеке[14].
- В начале 2010 года компания «Northrop Grumman» объявила о завершении расчётов, которые позволят устранить неполадку B-2 Spirit, регулярно возникающую на протяжении последних 20 лет. Неполадка заключается в растрескивании металлической панели, находящейся между двигателями и прикрывающей композитный каркас от раскалённой реактивной струи. Проблема была вызвана усталостью металла, которая проявлялась из-за воздействия высоких температур, а также вибраций, возникающих во время работы силовых установок. Справиться с неполадкой «Northrop Grumman» планирует за счёт применения новых материалов, а также внесения небольших изменений в конструкцию хвостовой части B-2. Модернизация действующих бомбардировщиков в составе ВВС США будет недорогой и не потребует проведения значительных работ по изменению конструкции[15].
- 4 апреля 2012 года завершились испытания B-2 с модернизированным программным обеспечением, навигационными и коммуникационными системами, разработанными по программе «The Extremely High Frequency (EHF) Increment 1». В ходе испытаний B-2 выполнили ряд полетов на Северный полюс и обратно. Целью перелётов была проверка модернизированного бомбардировщика на возможность совершать полеты на большой высоте в суровых климатических условиях. В ходе миссии на Северный полюс бомбардировщик сбросил четыре учебных свободнопадающих бомбы BDU-38. Сброс боеприпасов и испытания в целом были признаны успешными[16].
- 24 сентября 2012 года «Northrop Grumman» объявила о завершении модернизации бомбардировщиков B-2, в рамках которой на самолеты были установлены новые БРЛС AN/APQ-181 с АФАР. Стоимость модернизации, заказанной ВВС США в 2008 году, составила около 468 000 000 $. На самолёты также было установлено новое бортовое оборудование и системы связи. Благодаря модернизации бомбардировщики получили доступ к единой боевой информационно-управляющей системе Пентагона[17].

## Стоимость
B-2 является самым дорогим самолётом в мире (и, вероятно, самым дорогим самолётом в истории авиации). На 1998 год стоимость одного B-2 без учёта НИОКР составляла 1,157 млрд долларов. Стоимость всей программы B-2 на 1997 год оценивалась почти в 45 млрд долларов; таким образом, с учётом НИОКР стоимость одной машины на тот момент достигала 2,1 млрд долларов.
По утверждению ВВС США и производителей, высокая стоимость самолёта главным образом обусловлена сокращением его закупок. В связи с распадом СССР, из первоначально запланированных 132 бомбардировщиков за все время производства было закуплено всего 20 единиц.

## Боевое применение

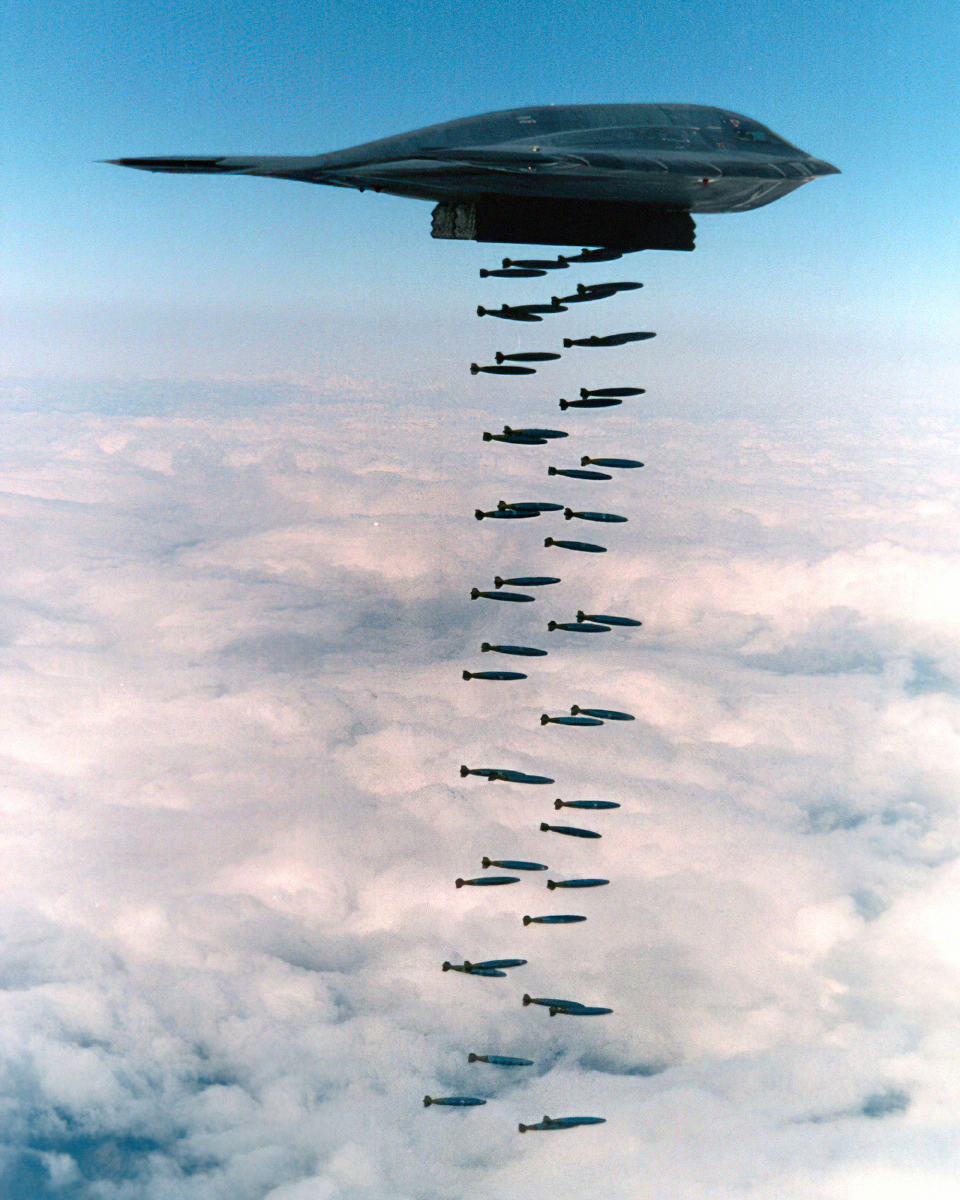
Сброс бомб Mk 82 во время учений в Тихом Океане недалеко от Пойнт-Мугу (Калифорния), 1994 год

- Первый случай боевого применения имел место во время операции НАТО в Югославии в 1999 году. На цели было сброшено более 600 высокоточных бомб (JDAM), которые также были применены впервые[21]. При этом B-2 совершали беспосадочный перелёт с базы ВВС Уайтмен в штате Миссури до Косово и обратно, в общей сложности 30 часов[22].
- В последующие годы B-2 применялись в войнах в Ираке и Афганистане. B-2 совершил один из самых длинных своих боевых вылетов (который называют рекордным по своей длительности в мировой истории), 44-часовой боевой вылет с дозаправкой в воздухе[23] — взлетев с авиабазы Уайтмен в штате Миссури, выполнив боевую задачу в Афганистане и вернулся на родную базу[18].
- Во время военной операции «Иракская свобода» в 2003 году B-2 совершали боевые вылеты с атолла Диего-Гарсиа и другой «передовой базы», название которой не разглашалось. С двух этих позиций было совершено 22 боевых вылета. С авиабазы Уайтмен было совершено 27 боевых вылетов. В ходе 49 вылетов было сброшено более 300 тонн боеприпасов. Продолжительность боевых вылетов составила более 30 часов. Во время одного из вылетов B-2 оставался в воздухе без посадки в течение 50 часов[18].
- 19 марта 2011 года, во время военной операции «Одиссея. Рассвет», с базы ВВС Уайтмен в штате Миссури были подняты три B-2 ВВС США. Совместно с двумя бомбардировщиками B-1 из Южной Дакоты они были направлены в Ливию. За время всей операции B-2 уничтожили 45, а B-1B 105 целей, среди которых были склады вооружений, объекты ПВО, командно-контрольные пункты, объекты обслуживания авиационной и прочей военной техники[24][25].
- В октябре 2024 ВВС США впервые с 2017 года применили в бою бомбардировщик В-2[26]. США провели серию точечных ударов по подземным складам оружия, принадлежащим хуситам в Йемене. По заявлению министра обороны Ллойда Остина, в операции участвовали стратегические бомбардировщики В-2 Spirit, которые нанесли удары по 5 объектам, где хранились ракеты и другое оружие, использовавшееся для атак на гражданские и военные суда в регионе.
- 22 июня 2025 года, на фоне израильской военной операции «Народ как лев», ВВС США нанесли удар по иранскому заводу Фордо, в рамках операции «Полуночный молот». При нанесении удара были задействованы семь единиц В-2, которые сбросили на завод 14 противобункерных авиабомб GBU-57[27][28][29]. Другая группа B-2, во время операции, выполняла отвлекающую операцию, имитируя переброску на Гуам. Таким образом, в операции «Полуночный молот» принял участие весь летный состав B-2 - 20 самолётов[30][31].

## Аварии

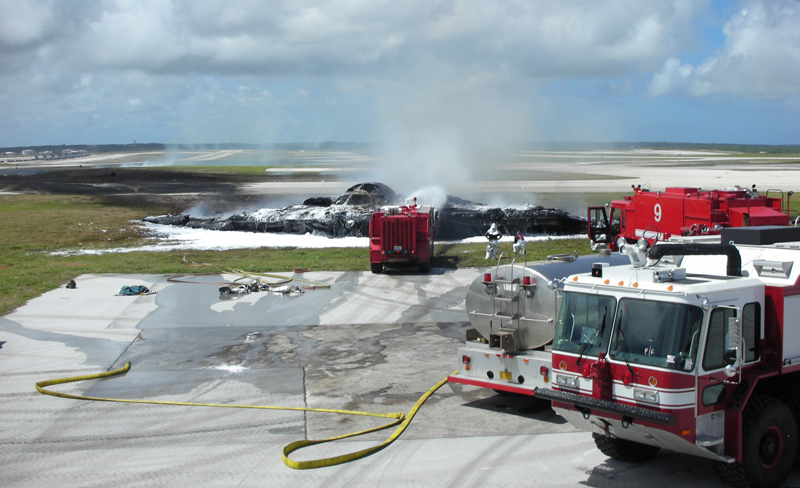
Последствия аварии на Гуаме

По официальным данным США, к 2010 году в небоевом происшествии был потерян один бомбардировщик B-2. 23 февраля 2008 года самолёт B-2 (бортовой номер 89-0127, имя Spirit of Kansas) разбился на тихоокеанском острове Гуам на американской военной базе Андерсен. Это был первый случай крушения самолёта этого типа. Обоим лётчикам удалось катапультироваться После аварии полёты всех самолётов этого типа были приостановлены. В конце апреля 2008 года полёты были возобновлены.
Комиссия по расследованию пришла к выводу, что причиной аварии стала халатность наземного персонала, не включившего обогрев приёмника воздушного давления для удаления скопившегося в нём конденсата. Из-за этого система управления самолёта получала завышенное значение скорости и преждевременно дала команду на отрыв от земли. Действия экипажа признаны правильными, других отклонений от штатного режима в работе бортовых систем не выявлено, а моделирование ситуации на тренажёре показало, что спасти самолёт было невозможно.
В феврале 2010 года ещё один В-2 (бортовой номер 88-0332, имя Spirit of Washington) серьёзно пострадал в результате возгорания в моторном отсеке при запуске двигателей на той же авиабазе Андерсен. Повреждённый самолёт находился в ремонте почти 4 года и вновь поднялся в небо только 16 декабря 2013 года. Общая стоимость восстановительных работ превысила 105 000 000 $.
В ночь с 13 на 14 сентября 2021 года B-2 совершил аварийную посадку на авиабазе Уайтмен. Самолёт приземлился, выкатился за пределы взлётно-посадочной полосы в траву и остановился на левом борту. Позже было установлено, что причиной были неисправные пружины шасси и «микротрещины» в гидравлических соединениях самолета. В результате аварии ущерб от ремонта составил как минимум 10,1 миллиона долларов.
10 декабря 2022 года B-2, приписанный к 509-му бомбардировочному авиакрылу ВВС США, совершил аварийную посадку на авиабазе «Уайтмен». Бомбардировщик столкнулся с неисправностью в полёте, после аварийной посадки самолёт загорелся, пожар был потушен, однако самолёт получил повреждения.

## Лётно-технические характеристики

Габаритный чертёж бомбардировщика B-2

### Технические характеристики
- Экипаж: 2 человека
- Размах крыла: 52,42 м
- Длина: 21,03 м
- Высота: 5,18 м
- Площадь крыла: 460 м²
- Масса:
  - пустого: 72 575 кг[42]
  - максимальная взлётная масса: 152 634 кг
  - масса топлива: 75 750 кг
  - масса полезной нагрузки: до 22 730 кг (до 27 000 кг после модернизации [14])
- Нагрузка на крыло:
  - при максимальной взлётной массе: 372 кг/м²
- Двигатель:
  - тип двигателя: турбореактивный двухконтурный
  - модель: F118-GE-100
  - тяга:
    - максимальная: 4 × 7847 кгс

  - масса двигателя: 1452 кг
- Тяговооружённость:
  - при максимальной взлётной массе: 0,18 кгс/кг

### Лётные характеристики
- Максимальная скорость: 1010 км/ч (М=0,95)
- Крейсерская скорость: 900 км/ч (М=0,85)
- Дальность полёта:
  - максимальная: 11 105 км
  - боевой радиус: 5300 км
- Практический потолок: 15 240 м
- ЭПР: по некоторым данным, от ~0,0014 до ~0,1 м²

### Вооружение
- Боевая нагрузка: до 18 144 кг
- Ядерное оружие: 16 х В61-11 или 16 х B83
- Обычные бомбы: 80 х Mk.82 или 16 х Mk.84 или 36 кассетных бомб х CBU-87/CBU-89 GATOR
- Высокоточное оружие: 8 х GBU-27 или AGM-154 JSOW или 12 х JDAM
- Крылатые ракеты: 16 х AGM-158 JASSM[43]

### Сравнение B-2 с аналогами
|                                   | Ту-95  | Ту-160  | B-1B     | B-2A   | B-52H  |
| --------------------------------- | ------ | ------- | -------- | ------ | ------ |
| Внешний вид                       |        |         |          |        |        |
| Максимальная взлётная масса, т    | 185    | 275     | 216,36   | 152,63 | 221,35 |
| Максимальная боевая нагрузка, т   | 20,8   | 40      | 34+22.7  | 18,1   | 31,7   |
| Максимальная скорость, км/ч       | 830    | 2000    | 1328     | 1010   | 1046   |
| Максимальная дальность, км        | 10 500 | 14 000  | 11 998   | 11 105 | 14 162 |
| Дальность с боевой нагрузкой, км  | —      | 10 500  | —        | —      | —      |
| Боевой радиус, км                 | 6500   | 7300    | 5543     | 5300   | 7210   |
| Рабочий потолок, м                | 10 500 | 15 600  | 9200     | 15 240 | 15 240 |
| Совокупная тяга двигателей, кгс   | 44 130 | 100 216 | 54 248   | 31 388 | 61 688 |
| Применение техники малозаметности | нет    | нет     | частично | да     | нет    |
| Количество самолётов в строю      | 58     | 16      | 45       | 20     | 76     |

## На вооружении

#### США
- ВВС США — 20 B-2A на 30.9.2022[49]
  - Боевое авиационное командование
    - 53-е крыло
      - 753-я испытательно-оценочная группа
        - 72-я испытательно-оценочная эскадрилья (авиабаза Уайтмен, Ноб-Ностер, Миссури)

    - 57-е крыло
      - Оружейная школа ВВС США
        - 325-я оружейная эскадрилья (авиабаза Уайтмен, Ноб-Ностер, Миссури)

  - Командование глобальных ударов военно-воздушных сил — 19 ед.
    - 509-е бомбардировочное крыло (авиабаза Уайтмен, Ноб-Ностер, Миссури)
      - 509-я оперативная группа
        - 13-я бомбардировочная эскадрилья
        - 393-я бомбардировочная эскадрилья

  - Командование материально-технического обеспечения военно-воздушных сил — 1 ед.
    - 412-е испытательное крыло (авиабаза Эдвардс, Розамонд, Калифорния)
      - 412-я оперативная группа
        - 419-я лётно-испытательная эскадрилья
- Воздушная национальная гвардия
  - Воздушная национальная гвардия Миссури
    - 131-е бомбардировочное крыло (авиабаза Уайтмен, Ноб-Ностер, Миссури)
      - 131-я оперативная группа
        - 110-я бомбардировочная эскадрилья

## Галерея

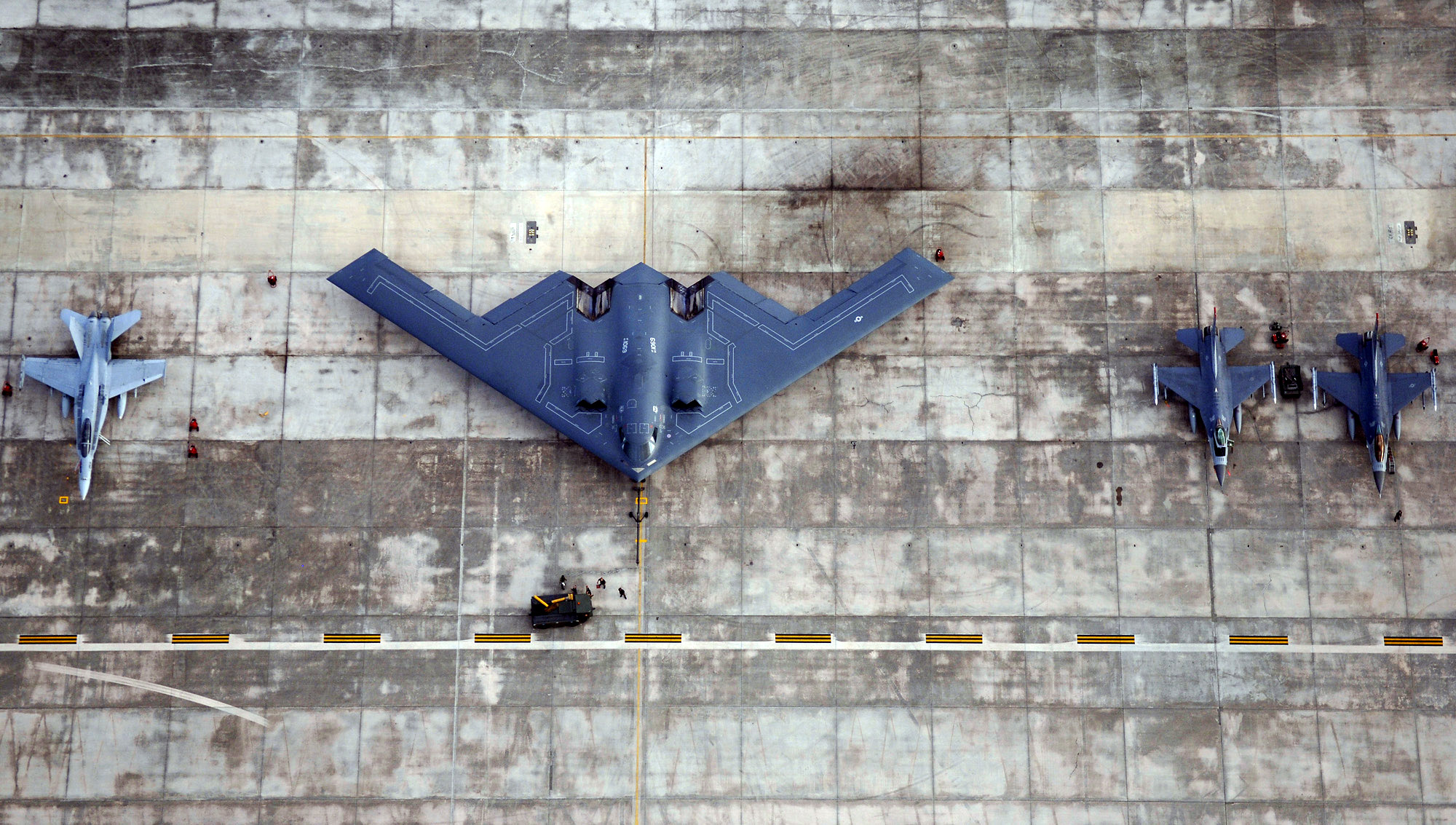
B-2 (по центру) в сравнении с истребителем F/A-18 Hornet и многоцелевыми истребителями F-16 Fighting Falcon
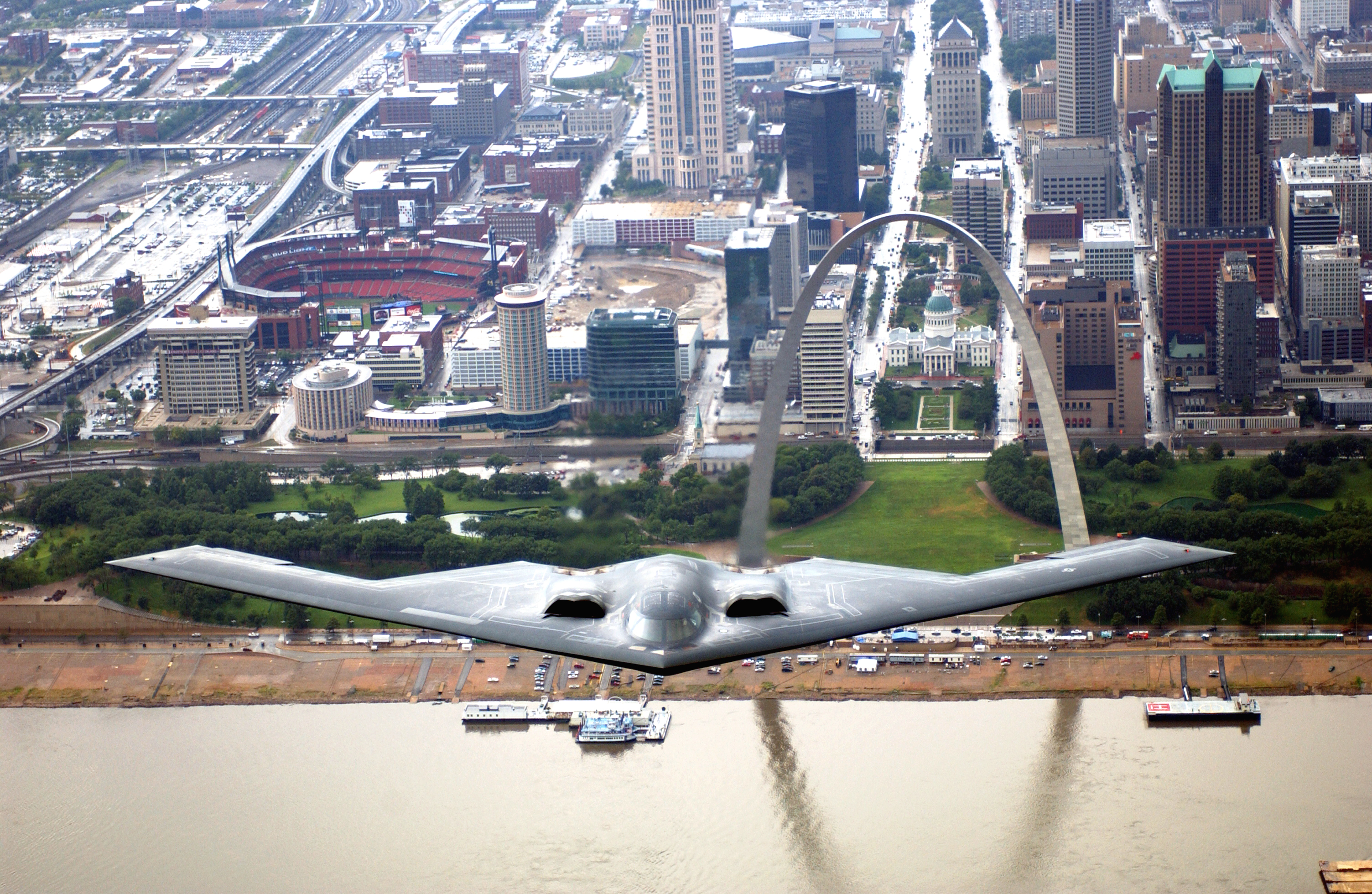
B-2 в полёте над рекой Миссисипи (Сент-Луис, Миссури). На заднем плане Сент-Луисская Арка, которая является входом в мемориальный парк имени третьего президента США Томаса Джефферсона.
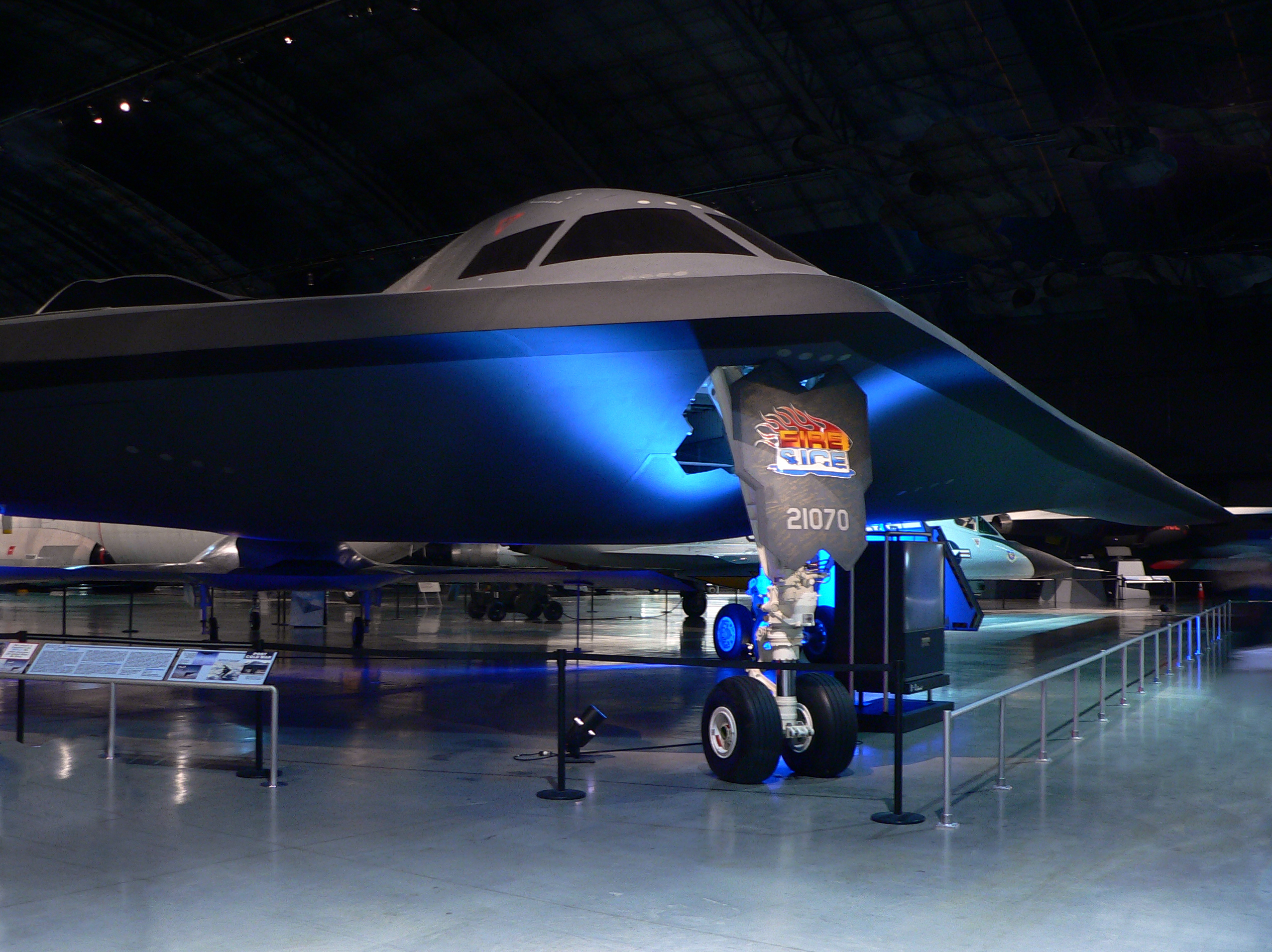
Макет B-2 построенный для статических испытаний в Национальном музее ВВС США на территории военно-воздушной базы «Райт-Паттерсон[англ.]» (Дейтон, Огайо).
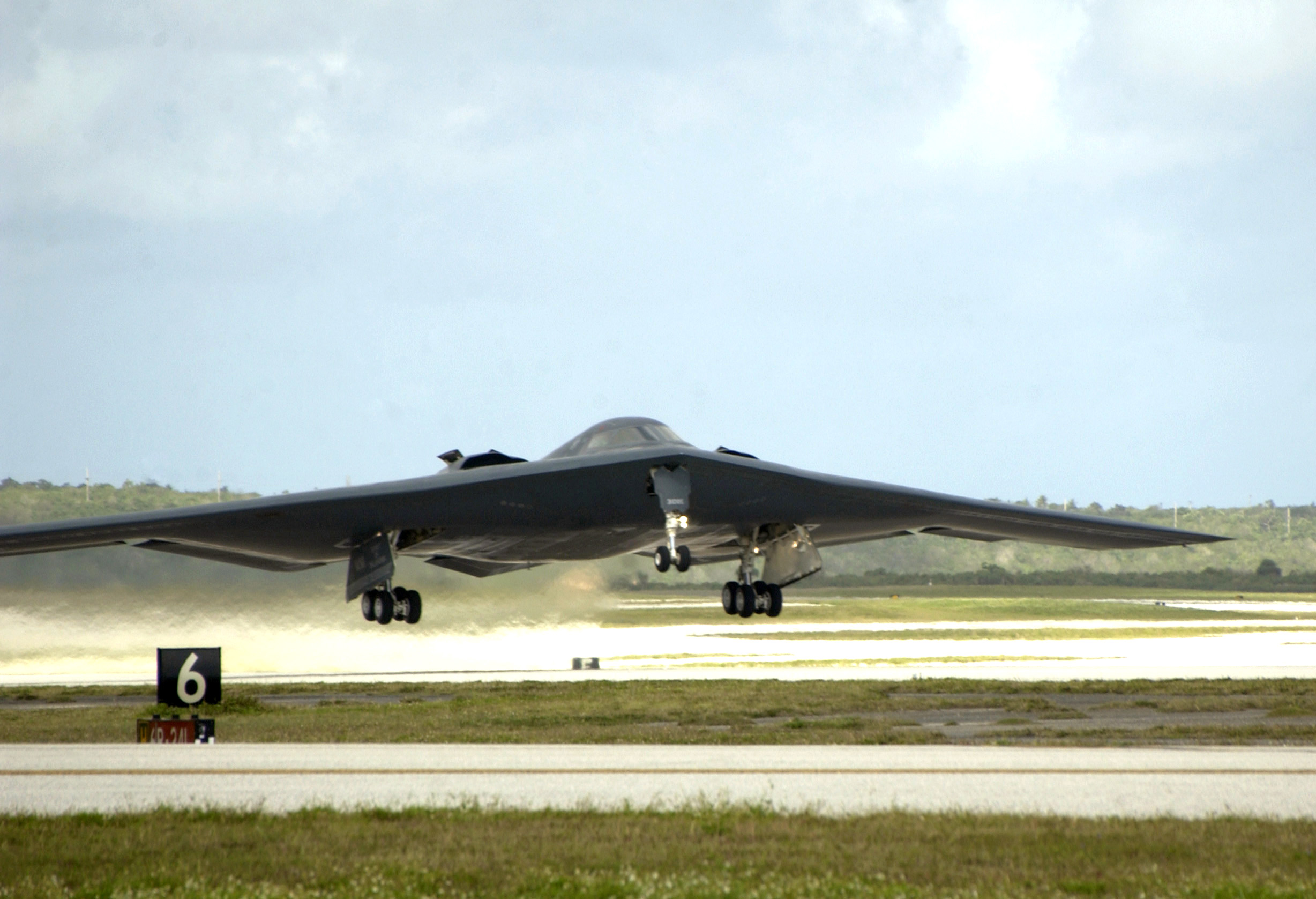
Взлёт B-2 с базы военно-воздушных сил США «Андерсен», располагающейся на острове Гуам в Тихом Океане.
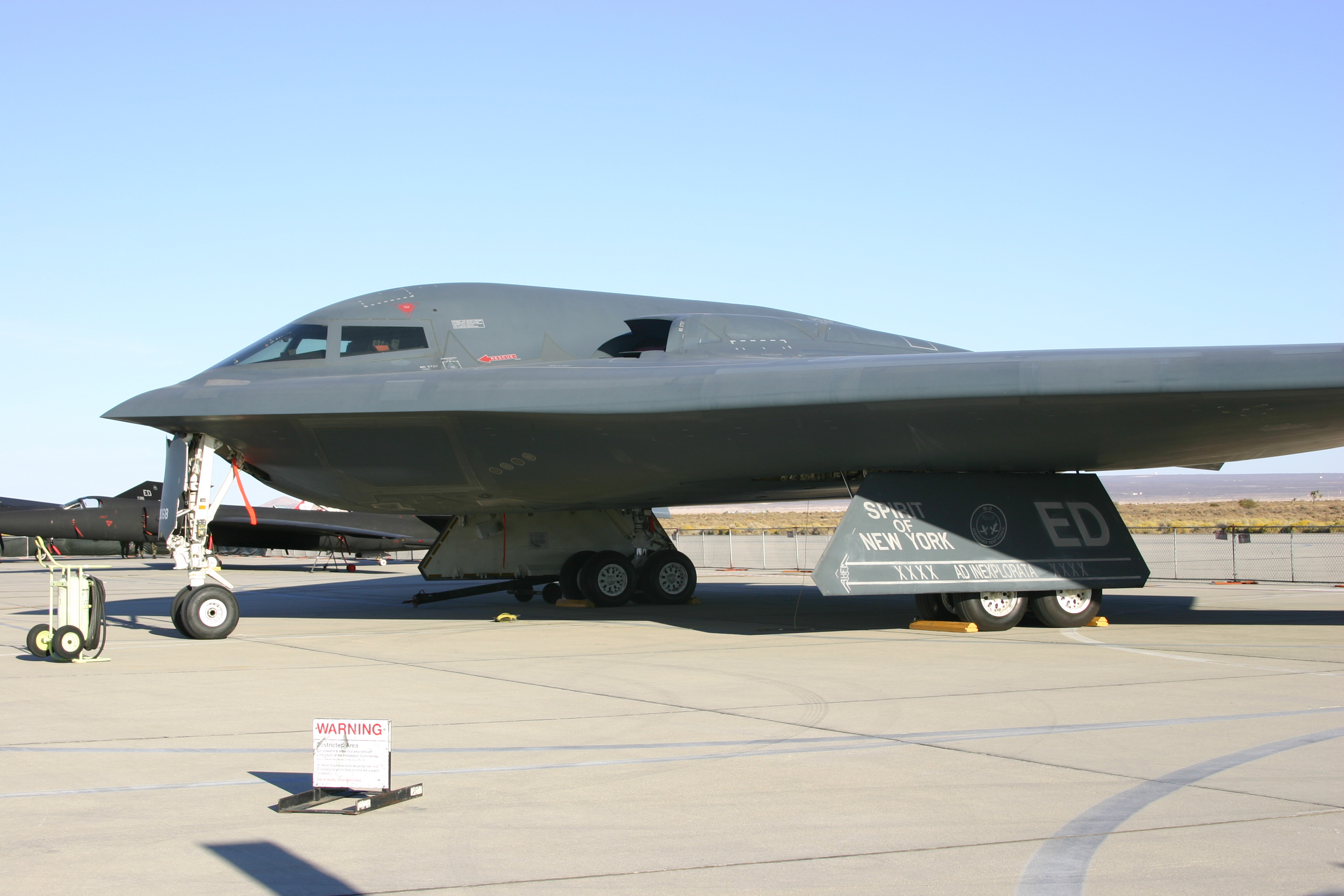
B-2 на базе ВВС США «Эдвардс» (Ланкастер, Калифорния).
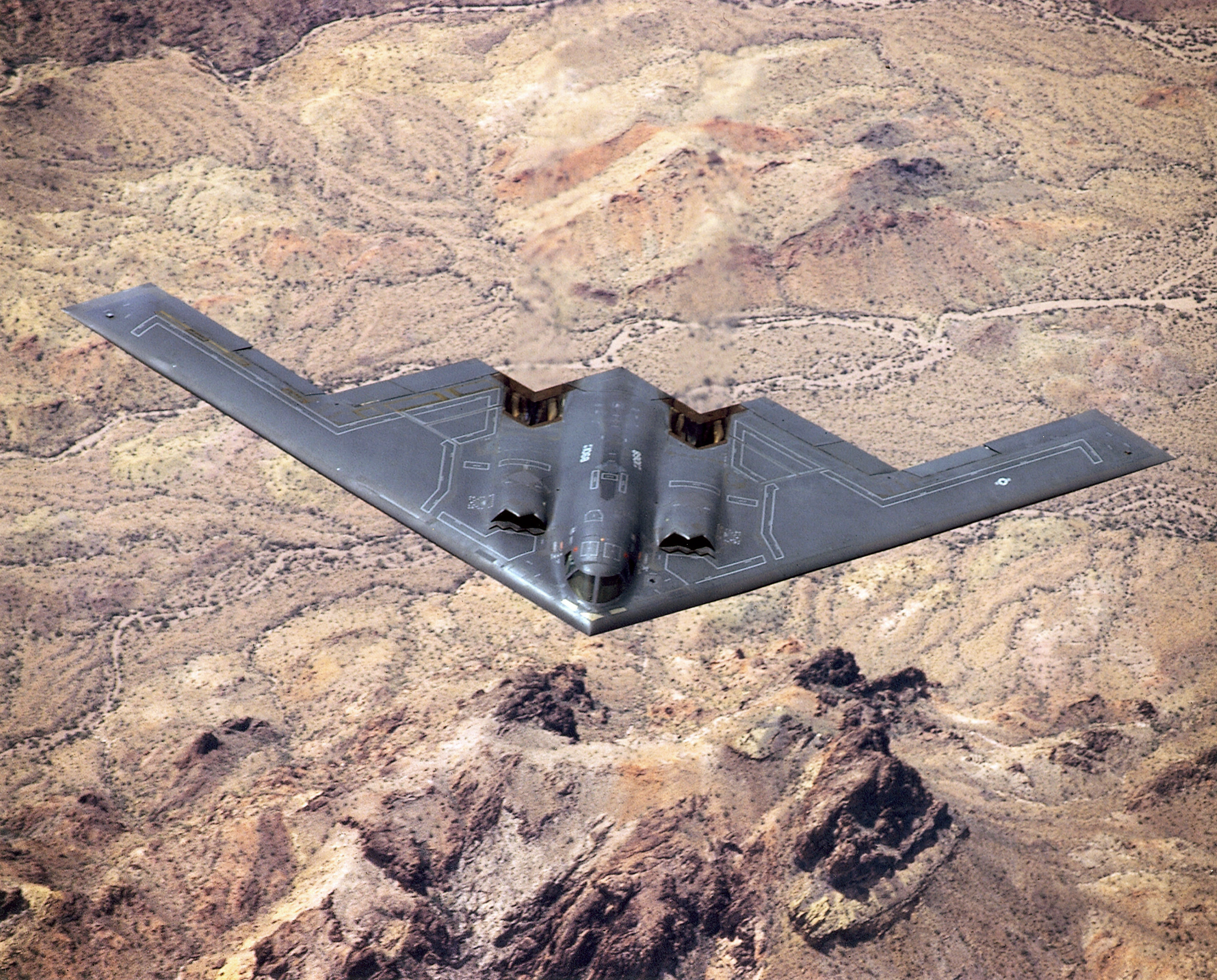
Первый публичный полёт B-2 в 1989 году.
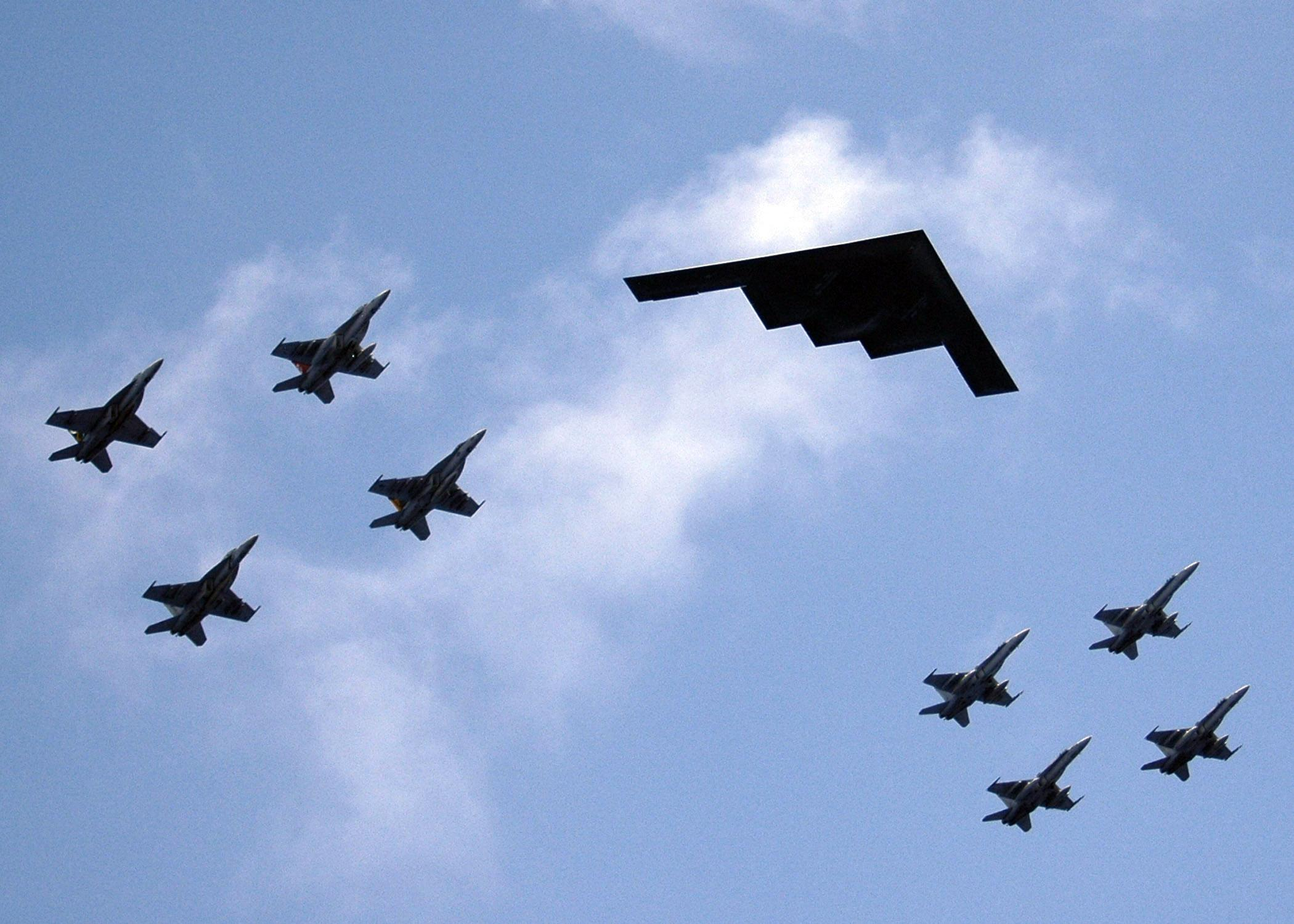
B-2 в полёте вместе с 8 истребителями ВМС США F/A-18 Hornet
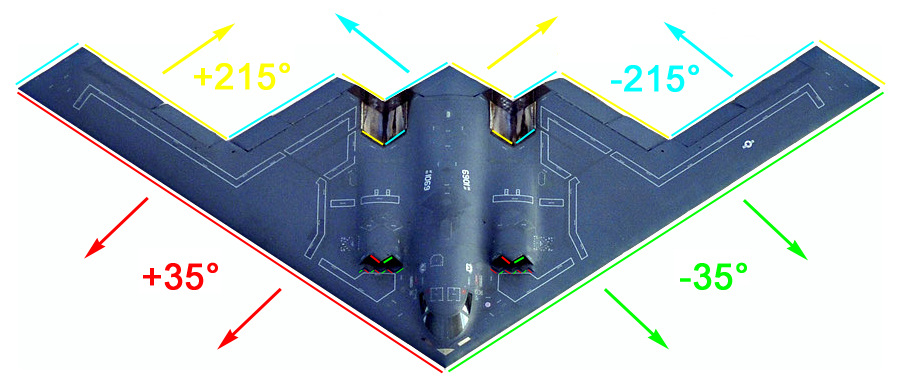
Схема стелс геометрии  B-2-Spirit, где для уменьшения ЭПР передние и задние кромки крыльев, грани воздухозаборников и сопел двигателя имеют параллельную геометрию.
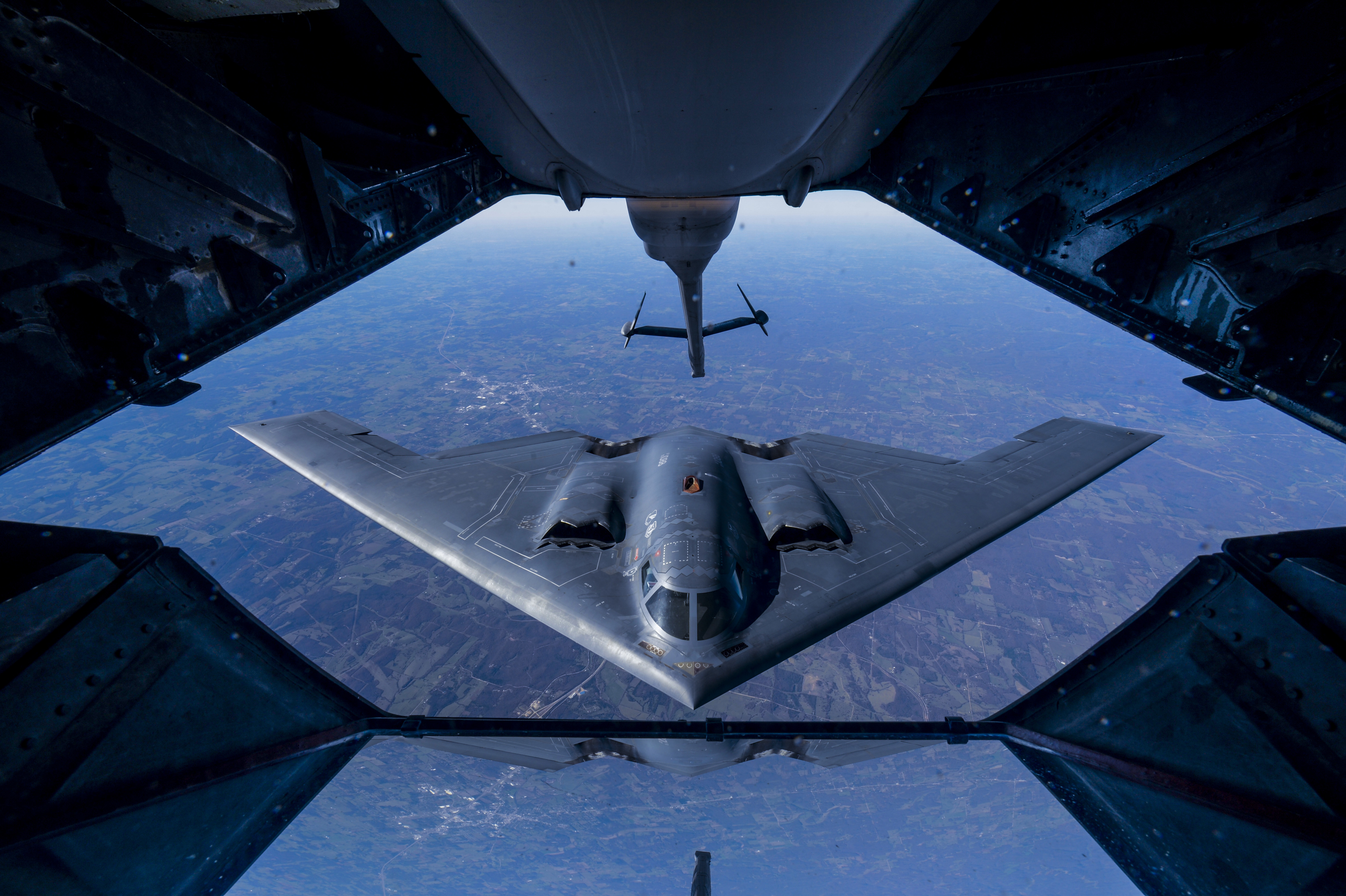